# Multioppia bacilliseta
Multioppia bacilliseta är en kvalsterart som beskrevs av Ohkubo 1996. Multioppia bacilliseta ingår i släktet Multioppia och familjen Oppiidae. Inga underarter finns listade i Catalogue of Life.